# كارولينا تيجيرا
كارولينا تيجيرا اسمها نيلي كارولينا تيجيرا، هي ممثلة وعارضة أزياء فنزويلية ولدت في 14/أكتوبر/1976م في مدينة كاراكاس في فنزويلا، ومن ابرز مسلسلاتها هو مسلسل القطة المتوحشة حيث مثلت دور ايفا غرانادوس.

## حياتها
والدة تيجيرا هي إسبانية ووالدها من غوادالاخارا (المكسيك) من المكسيك في 2006م تزوجت من رجل الأعمال الشهير من كوستا ريكا وفي 2006م أنجبت ابنها الأول وأسمته مايكل إسلان ستوكويل.

## وصلات خارجية
- كارولينا تيجيرا على موقع IMDb (الإنجليزية)
- كارولينا تيجيرا على موقع قاعدة بيانات الفيلم (الإنجليزية)